# لارس اولسون سميث
لارس اولسون سميث (بالسويدية: Lars Olsson Smith)‏ هو صناعي وسياسي سويدي، ولد في 12 أكتوبر 1836 في السويد، وتوفي في 9 ديسمبر 1913 في كارلسكرونا في السويد.